# ملعب ادمون ماشتن
ملعب إدموند ماشتنس (بالفرنسية: Stade Edmond Machtens)‏، (بالهولندية: Edmond Machtensstadion)‏ ) هو ملعب كرة قدم يقع في بلدية مولينبيك سان جان في بروكسل ، بلجيكا. تبلغ سعة الملعب 12266 متفرجًا.